# Volkswagen Jetta VII
El Volkswagen Jetta VII es un sedán del fabricante de automóviles alemán Volkswagen en el segmento C. Es la séptima generación del Jetta y se ofrece en América del Norte desde 2018. El automóvil se construye en la fábrica mexicana de Puebla.
A diferencia de la generación anterior, en Europa ya no se ofrece este modelo.

## Historia
El sedán se presentó por primera vez en enero de 2018 en el North American International Auto Show en Detroit. Desde mediados de 2018 está disponible en el mercado norteamericano. Con la tercera generación del Volkswagen Lavida debutó en abril de 2018 en el Salón del Automóvil de Pekín una variante del Jetta de séptima generación para el mercado chino por parte de Volkswagen Shanghái. Se vende ahí desde mayo de 2018. También en China FAW-Volkswagen fabrica desde junio de 2018 un automóvil llamado Volkswagen Bora que es muy parecido al Lavida y también se basa en el Jetta de séptima generación.
El vehículo se exporta de México hacia América del Sur desde otoño de 2018. En algunos países se comercializa también como Volkswagen Vento.
En el Salón del Automóvil de Chicago en febrero de 2019 Volkswagen presentó una variante deportiva del sedán llamada Jetta GLI. Se ofrece desde comienzos del año 2019 en los Estados Unidos y México.

## Tecnología
Por primera vez el Jetta se construye sobre la plataforma de bloque de construcción transversal modular del Grupo Volkswagen. Es un motor a gasolina de 1.4 litros con 150 HP turbocompresor e intercooler y un par de torsión de 250 Nm. En el equipamiento base el Jetta de séptima generación tiene una transmisión manual de 6 marchas, las variantes de equipamiento más altas tienen una transmisión automática de 8 cambios en Norteamérica, que está disponible como opcional en la versión base.
El Jetta GLI presentado a principios del año 2019 está propulsado por el conocido motor a gasolina de dos litros con 230 HP (169 kW) del Golf VII GTI. De serie viene con una caja automática de 6 marchas y tiene una de 7 de doble embrague disponible.
Especialmente debido a un diseño trasero libre de remolinos y un revestimiento de bajos aerodinámico el nuevo Jetta alcanza un coeficiente de arrastre cw de 0.27. En comparación con el modelo anterior, esto es cerca de diez por ciento mejor.

## Seguridad
En septiembre de 2019 (protocolo obsoleto), la Latin NCAP publicó los resultados de las pruebas realizadas a un Jetta VII, este logró 5 estrellas en protección para adultos y 5 estrellas en protección para niños además del certificado Advanced Award.
En las pruebas de choque frontal y lateral se observó que la plataforma de Volkswagen es estable y brinda buena protección al habitáculo, dando buena protección general a los pasajeros de la parte delantera y un desempeño excelente en los anclajes ISOFIX para niños, aunque durante la prueba de impacto lateral se presentó una apertura de puerta que se considera no deseable en ningún auto, afortunadamente este detalle fue contrarrestado por el buen desempeño de las bolsas de aire de cuerpo y cabeza.
En la prueba de impacto de poste el desempeño también fue muy bueno, con las bolsas de aire protegiendo de buena manera el cuerpo de los pasajeros, mientras que en las pruebas de protección a peatones el Jetta cumplió los estándares sin ningún problema, con una estructura estable que permite buena respuesta en caso de atropello.
Finalmente en las pruebas en pista el Jetta obtuvo buen desempeño tanto en la prueba del control electrónico de estabilidad como el test para el frenado automático de emergencia.

## Versiones especiales

### Jetta GLI

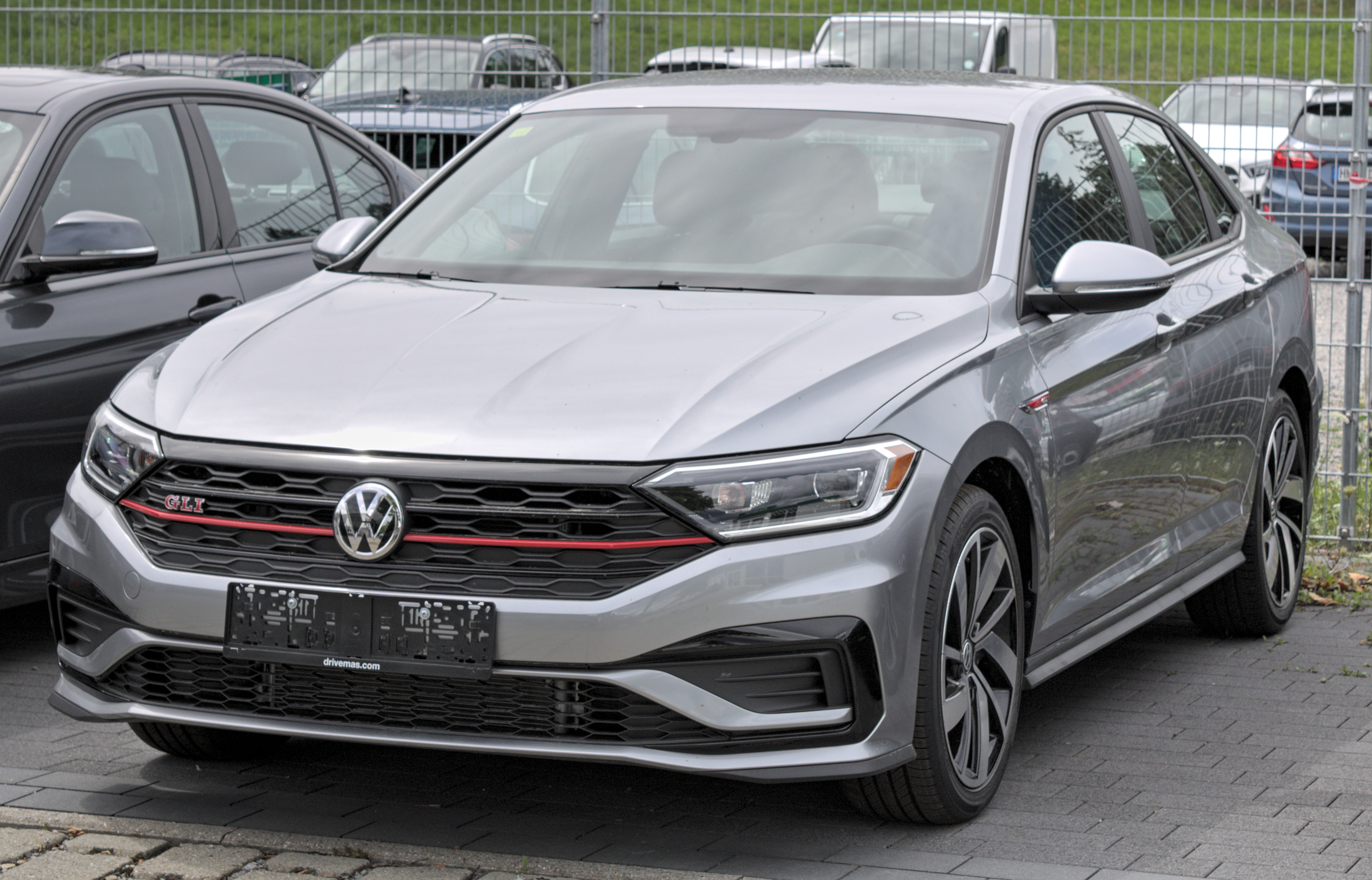
Volkswagen Jetta GLI

Fue revelado en el Auto Show de Chicago el 7 de febrero de 2019. El GLI presenta un motor a gasolina EA888 de 231cv, el mismo motor que el Volkswagen Golf GTI 2019. Una transmisión manual de seis velocidades es estándar, pero una automática de doble embrague de 7 velocidades también está disponible. El GLI tiene algunas mejoras exteriores respecto al Jetta estándar, incluyendo llantas de 18 pulgadas, parachoques delanteros y traseros diferentes, así como una línea roja que corre a lo largo de la parrilla de panal de abeja en la parte frontal del carro. Las luces de marcha diurna (DRL) de proyector LED son equipo estándar. El GLI comparte muchos componentes con el Golf VII GTI que también se fabrica en Puebla. Ambos comparten la misma plataforma de construcción MQB, utilizan el mismo motor y tienen las mismas opciones de transmisión (con excepción de que el GTI no se ofrece con transmisión manual). En 2019 se ofreció la edición del 35 aniversario. Posee algunas mejoras exteriores tales como rines negros de aleación de 18 pulgadas, espejos retrovisores pintados en negro y un pequeño alerón pintado de negro en la parte de atrás. Esta versión incluye la suspensión activa DCC de Volkswagen que está ausente en los otras versiones.

## Datos técnicos
|                                               | 1.4 TSI                                                             | 2.0 TSI GLI                                                     |
| --------------------------------------------- | ------------------------------------------------------------------- | --------------------------------------------------------------- |
| Tiempo de construcción                        | desde 04/2018                                                       | desde 03/2019                                                   |
| Serie de motor                                | VW EA211                                                            | VW EA888                                                        |
| Clase de motor                                | Gasolina                                                            | Gasolina                                                        |
| Tipo de motor                                 | Motor en línea, Inyección Directa, turbocompresor e intercooler     | Motor en línea, Inyección Directa, turbocompresor e intercooler |
| Cilindros/Válvulas                            | 4/16                                                                | 4/16                                                            |
| Cilindrada                                    | 1395 cm³                                                            | 1984 cm³                                                        |
| Potencia max. por min−1                       | 150cv a 5000-6000 RPM                                               | 231cv a 4700-6200                                               |
| Par motor max. por min−1                      | 250 Nm a 1400–3800                                                  | 350 Nm a 1500–4600                                              |
| Tipo de propulsión                            | Tracción delantera                                                  | Tracción delantera                                              |
| Tipo de transmisión, Serie                    | Transmisión manual de 6 marchas y automática de 6 marchas Tiptronic | Caja de cambios de doble embrague de 7 marchas                  |
| Tipo de transmisión, Opcional                 | Transmisión automática de 8 marchas (Norteamérica)                  |                                                                 |
| Peso en vacío                                 | 1331 kg                                                             |                                                                 |
| Aceleración, 0–100 km/h                       | 8.9 s                                                               | 6.7s                                                            |
| Velocidad máxima                              | 210 km/h                                                            |                                                                 |
| Consumo de combustible cada 100 km, combinado |                                                                     |                                                                 |